# Brandon (Mississippi)
Brandon ist eine Stadt im Rankin County im US-Bundesstaat Mississippi und zugleich der Verwaltungssitz (County Seat) des Countys. Das U.S. Census Bureau hat bei der Volkszählung 2020 eine Einwohnerzahl von 25.138 ermittelt.
Die Stadt befindet sich etwa 15 Kilometer östlich der Hauptstadt Jackson und gehört zur Jackson Metropolitan Statistical Area.
Bei der Volkszählung 2010 hatte Brandon 21.705 Einwohner. Im Jahr 2014 waren es bereits 23.156 Einwohner, davon mehr als 76 % Weiße und etwa 18 % Schwarze. Insgesamt ist in Brandon im Zeitraum von 2000 bis 2014 ein Bevölkerungswachstum von 40,9 % zu verzeichnen. Damit war Brandon (Stand 2010) an der Bevölkerung gemessen die zweitgrößte Stadt im Rankin County sowie die neunzehntgrößte in Mississippi. Brandon hat eine Fläche von 26 Quadratmeilen, also etwa 67,34 Quadratkilometern. 95 % der Bevölkerung lebt städtisch.
In Brandon befindet sich eine High School, eine Middle School und drei Elementary Schools.

## Persönlichkeiten
Personen, die in Brandon geboren wurden, gestorben sind oder vor Ort gewirkt haben:
- Volney Howard (1809–1889), Politiker, Mitglied des Repräsentantenhauses
- Patrick Henry (1843–1930), Politiker, Mitglied des Repräsentantenhauses
- Anselm J. McLaurin (1848–1909), Politiker, Gouverneur von Mississippi
- Louis H. Wilson, Jr. (1920–2005), 26. Commandant of the Marine Corps
- Dee Barton (1937–2001), Jazz-Musiker (Posaune, Schlagzeug), Arrangeur und Filmkomponist
- Dale Thorn (1942–2014), Journalist und Professor
- Mamie E. Locke (* 1954), Politikwissenschaftlerin und Politikerin
- Jenna Edwards (* 1981), Model, ehemalige Miss Florida und Miss Florida USA
- Jerious Norwood (* 1983), American-Football-Spieler
- Justin Mapp (* 1984), Fußballspieler
- Tyler Moore (* 1987), Baseballspieler
- Devin Britton (* 1991), Tennisspieler
- Skylar Laine (* 1994), Sängerin